# Modelatge de xarxes metabòliques

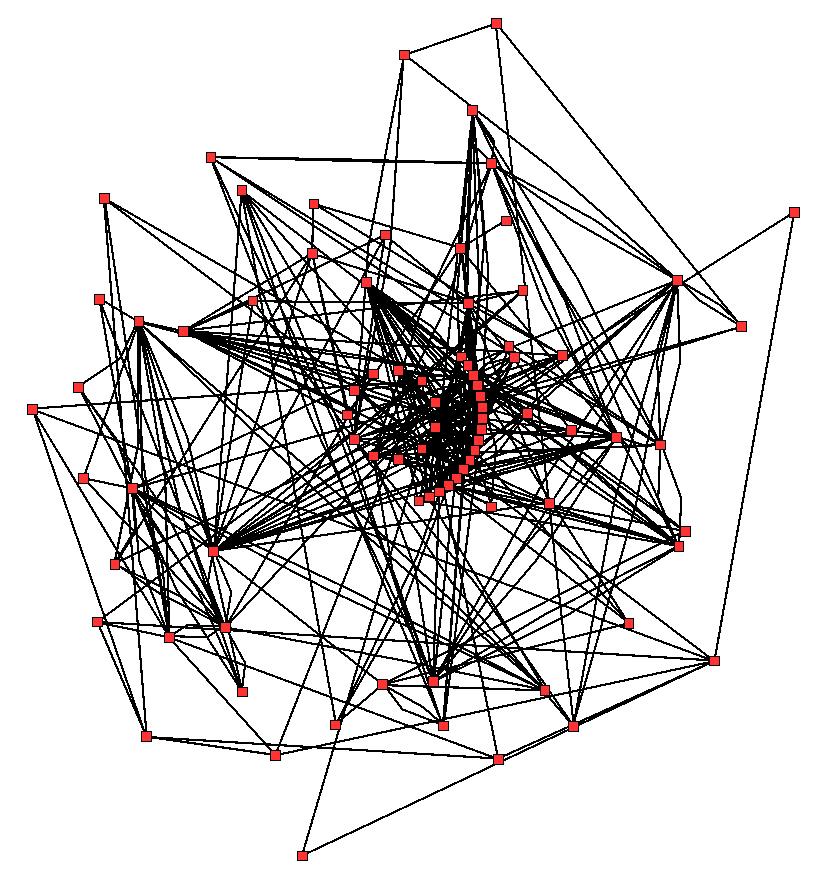
Xarxa metabòlica que mostra les interaccions entre els enzims i els metabòlits del cicle de Krebs dArabidopsis thaliana. Els enzims i metabòlits són els punts vermells i les línies representen les seves interaccions.

El modelatge i reconstrucció de xarxes metabòliques permet un enfocament detallat per la comprensió dels mecanismes moleculars d'un determinat organisme, especialment en la corelació del genoma amb la fisiologia molecular. Una reconstrucció descompon les rutes metabòliques en els seus enzims i reaccions específics, i els analitza dins el marc de la xarxa completa. Alguns exemples de rutes metabòliques són la glicòlisi, el cicle de Krebs, la ruta de la pentosa fosfat, etc. De manera simplificada, una reconstrucció implica recollir tota la informació rellevant sobre el metabolisme d'un organisme i llavors fixar-la d'una manera en què se la pugui analitzar de diverses maneres.